# 田邊七六

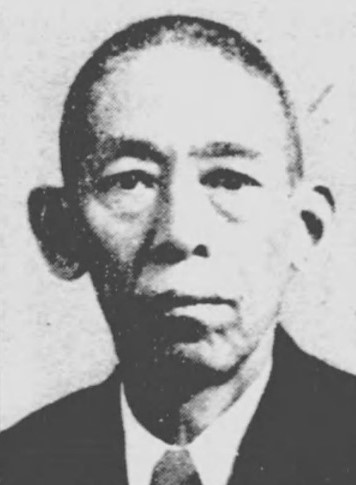
田邊七六

田邊 七六（たなべ しちろく、1879年3月1日 - 1952年8月1日）は、日本の政治家、実業家。「カミソリ将軍」とあだ名されたほどの切れ者であった。衆議院議員選挙に7回当選。
山梨県出身。帝国拳闘協会会長で後楽園スタヂアム社長を務めた田邊宗英は実弟、第一勧業銀行理事の田邊加多丸も兄弟、阪急東宝グループの創業者である小林一三は異母兄である。一部人名辞典では「田邊七六は小林一三の義弟」となっているものもあるが、これは田邊と小林は兄弟とはいえ腹違いであることが事由であると考えられる。息子の田邊圀男も政治家で山梨県知事(第3代知事)を務めた。

## 略歴
- 1879年：東山梨郡七里村（のち塩山町、塩山市を経て、現在の甲州市）の酒造家で多額納税者田邊七兵衛の子として生まれる。
- 1899年：明治法律学校（現・明治大学）卒業。
- 1924年：立憲政友会公認で総選挙に立候補し初当選。
- 1939年：政友会の分裂に際し革新派に与し幹事長に就任。日本軽金属を設立。
- 1940年：大政翼賛会総務に就任。
- 1942年：翼賛政治会総務に就任。
- 1945年：日本進歩党の結成に参加。
- 1946年：公職追放。
- 1951年：公職追放解除。自由党員となる。
- 1952年：73歳にて死亡。

## 事績
- 中央政界に入るまでに村議、山梨県議、政友会支部幹事長等を歴任した。
- 中央政界では農林政務次官を務め、また翼賛政治体制の下で要職を歴任した。
- 実業家として多くの電力会社の経営に参画した。
- 後楽園スタヂアム(現・東京ドーム)の設立に携わり、初代会長に就任した。
- 山梨での国道建設は必ず自治体同士の軋轢が生じ、流石の田邊も汗をかかされる事が多かったという。
- 天野建（山梨県第5代知事）の父で「笹一」創業者の天野久（山梨県第2代知事）は田邊の下で働いていた時期があり、この時期の「今に見ておれ」の怨念が中央政界も巻き込んだ田邊と天野の争い、俗にいう甲州戦争を惹起したとされる（出典『地方権力』朝日新聞社）。

## 所属政党
立憲政友会→政友会革新派（中島派、革新同盟ともいう。総裁は中島知久平）→翼賛議員同盟→翼賛政治会→大日本政治会→日本進歩党